# O Teco Teco
O Teco Teco é um programa de televisão educativo brasileiro, criado pelo escritor Elifas Andreato, e veiculado pela TV Brasil. 
Em 21 de março de 2015, é exibido na TV Rá-Tim-Bum.

## Sinopse
A série é protagonizada pelo personagem Cascudo (Bertrand Duarte), que mora no seu avião, o Tristão Audaz. Em suas aventuras, é acompanhado por um personagem de animação, o menino de papel Betinho (Antônio Camargo).
A primeira temporada, co-produzida pela TV Brasil, TV Cultura e Andreato Comunicação e Cultura, teve 26 episódios de 13 minutos. Em cada episódio, Cascudo e Betinho encontram amigos em diversos pontos do planeta, como o indonésio Bonjol, treinador de morcegos gigantes, o japonês Yamamoto e o egípcio Akhenaton.
O título do programa é uma homenagem de Andreato à revista infantil O Tico-Tico. Os nomes dos personagens principais são referências a Câmara Cascudo e Alberto Santos-Dumont.

## Elenco
- Bertrand Duarte - Cascudo
- Antônio Camargo - Betinho (voz)
- Luiz Laffey - Narrador

## Valores
Em dezembro de 2013, a EBC contratou a realização da segunda temporada de O Teco-Teco, por R$ 998.740.